# Tre concerti per pianoforte (Mozart)
Assieme ai concerti K 37, K 39, K 40 e K 41, il K 107 nasce da arrangiamenti di opere di altri autori.
I  tre concerti K 107 risentono dell'influenza di Johann Christian Bach che Mozart incontrò durante il suo soggiorno a Londra. Infatti non sono altro che riduzioni in forma di concerto di tre sonate per clavicembalo dello stesso J. C. Bach, che Köchel cataloga come K 107, ponendo come data più probabile di composizione il 1771, ma che in virtù di questa influenza potrebbero coincidere col periodo del soggiorno londinese (1765).
Le tre sonate per cembalo, corrispondenti all'Op. 5 No. 2-4 di J. C. Bach, sono semplicemente trascritte da Mozart per un organico più ampio, contrapponendo al solista un tutti formato da due violini e un basso continuo. Si basano sulla modifica del primo tempo, in cui Mozart sfrutta la ripetizione dell'esposizione per poter ottenere il dualismo solo-tutti, ed inserisce prima della fine la fermata per la cadenza. Con l'uso questo accorgimento strutturale, gli altri tempi delle sonate non presentano problemi di rilievo nell'essere plasmati secondo i canoni del concerto. Sono da considerarsi, perciò, una sorta di "esperimento" con finalità didattica per il giovane Mozart, che con quest' opera si cimenta per la prima volta nel genere del concerto.
Del primo dei tre concerti sono pervenute due cadenze, realizzate probabilmente in una fase successiva, a testimoniare il fatto che l'autore, durante le sue tournée, amava rieseguire tutte le sue composizioni, senza distinzione alcuna.

## Dati sull'opera
Catalogo Köchel
- K 107

Durata
- 14 minuti (K 107-1)
- 9 minuti (K 107-2)
- 10 minuti (K 107-3)

Movimenti
K 107-1 in Re maggiore (da J. C. Bach Op. 5 No. 2)
- allegro
- andante
- tempo di minuetto

K 107-2 in Sol maggiore (da J. C. Bach Op. 5 No. 3)
- allegro
- allegretto (con 4 variazioni)

K107-3 in Mi bemolle maggiore (da J. C. Bach Op. 5 No. 4)
- allegro
- rondeau - allegretto

Organico
- solista clavicembalo
- 2 violini
- basso continuo

Luogo e data di composizione
- Salisburgo, 1771 (anche se si pensa nel 1765, a Londra)